# 吉野正敏
吉野正敏（1928年1月1日—2017年7月14日）是位日本氣象學家。

## 生平
畢業於東京文理科大學（今東京教育大學）地學科地理學，並取得理學博士學位。曾任愛知大學、筑波大學、法政大學等校的教授。2001年擔任國際連合大學上席學術顧問。主要研究領域為局地氣候、都市氣候、微氣象學、農業氣候以及世界各地觀測研究等，主要在探討小部地形與風的關係、風對當地農業與植生的影響、平流層的對流氣候，這些研究都著重於探討「風」。

## 著作
- 《小気候：局地気象学序説》地人書館，1961
- 《気候学》地人書館，1969
- 《中国の雨と気候》大明堂，1975
- 《気候学・気象学辞典》二宮書店，1985
- 《小気候》地人書館，1986
- 《風の博物誌》丸善，1991
- 《文明と環境（第6巻）：歴史と気候》朝倉書店，1995
- 《熱帯中国》古今書院，1997
- 《愛知大学文学会叢書Ⅰ：中国の砂漠化》大明堂，1997
- 《都市環境学事典》朝倉書店，1998
- 《風と人びと》東京大学出版会，1999
- 《環境気候学》東京大学出版会，2003
- 《歴史に気候を読む》學生社，2006
- 《気候学の歴史：古代から現代まで》古今書院，2007
- 《環境生理学》北海道大学図書刊行会，2007
- 《世界の風・日本の風》成山堂書店，2008
- 《地球温暖化時代の異常気象》成山堂書店，2010
- 《古代日本の気候と人びと》學生社，2011
- 《極端化する気候と生活：温暖化と生きる》古今書院，2013

## 獎項
- インド農業気象学会賞 (1991年)
- アレキサンダー・フォン・フンボルト研究賞 (1992年)
- 藤原賞 (1997年)
- 国際地理学連合栄誉賞 (2000年)
- 国際都市気候学会リューク・ハウォード賞 (2007年)